# Гагарин, Павел Павлович
Князь Па́вел Па́влович Гага́рин (4 (15) марта 1789, Москва — 21 февраля (4 марта) 1872, Санкт-Петербург) — русский государственный деятель, действительный тайный советник 1-го класса (1868) из княжеского рода Гагариных. Внук С. В. Гагарина. Председатель Комитета министров (1864—1872), председатель Государственного совета (1864—1865).

## Биография

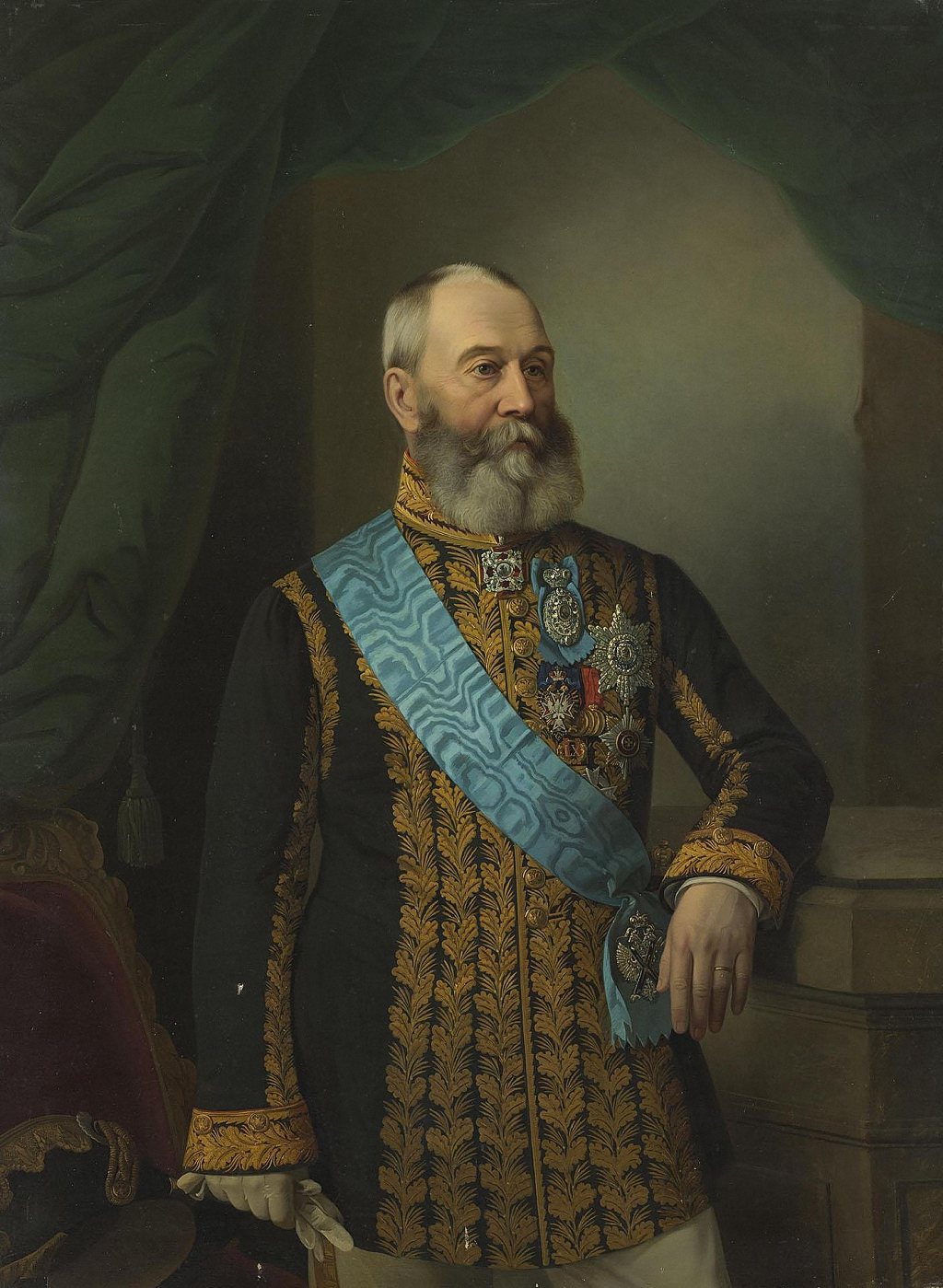
Портрет П. П. Гагарина — художник Е. И. Ботман

Родился в семье московского обер-коменданта Павла Сергеевича Гагарина (1747—1789) и его жены Татьяны Ивановны, урождённой Плещеевой (1761—1800). Отец умер через несколько месяцев после рождения сына, «оставя в прежалостном состоянии молодую жену и детей в превеличайших долгах». После смерти родителей вместе с братом Андреем воспитывался в пансионе аббата Николя. Его кузены Николай и Григорий почитались в Москве за столпов высшего света.
С 22 января 1801 года числился по Московскому архиву Коллегии иностранных дел (см. «архивные юноши»). Камер-юнкер с 1 января 1805 года. До увольнения от военной службы «по болезни» 3 апреля 1809 года состоял в чине поручика адъютантом при военачальниках Н. А. Татищеве, М. А. Милорадовиче, А. А. Прозоровском. 23 сентября 1810 года получил должность советника в Государственном ассигнационном банке.
В 1810-е гг. числился чиновником особых поручений при военном министре. С 7 апреля 1819 года состоял обер-прокурором одного из московских департаментов Сената, а с 31 декабря 1823 года — общего их собрания. Сенатор с 28 января 1831 года. Действительный тайный советник с 5 декабря 1843 года. В 1843-1844 гг. ездил ревизовать Архангельскую губернию. Назначенный 26 октября 1844 года членом Государственного совета, Гагарин работал главным образом в Департаменте законов. В 1849 году расследовал дела петрашевцев. Князь П. В. Долгоруков характеризовал его следующим образом:
Очень умный, очень способный; язык его, язвительный и резкий, долго вредил его карьере, но он себя обуздал и сделался ловким придворным, тем более ловким, что важная представительность, навык светский и обхождение величаво-важное придает ему какой-то мишурный блеск мнимого независимого… Он приветливый в салоне, но крайне неприятный в официальных сношениях, склонный считать резкость за энергию, жестокий, беспощадный, чуждый всякому чувству жалости.
3 января 1857 года Гагарин был назначен императором Александром II членом Секретного комитета по крестьянскому вопросу. Вместе с Я. И. Ростовцевым и бароном М. А. Корфом Гагарин участвовал в комиссии, обязанной рассматривать множество присылаемых в комитет частных проектов, но медлил, вызывая неудовольствие императора.
Когда комитет был преобразован в Главный комитет по крестьянскому делу, Гагарин показал себя как защитник интересов крупного землевладения, был сторонником консервативной партии, отстаивавшей интересы помещиков; стал одним из инициаторов дарового четвёртого надела, ещё более сокращавшем крестьянское землепользование. С 1 января 1862 года был председателем Департамента законов, когда вырабатывались судебные уставы.
С 1864 года — председатель Комитета министров, в котором и прежде замещал тяжело больного его председателя Д. Н. Блудова. Замещал и председателя Государственного совета во время его отсутствия. В качестве председателя Верховного уголовного суда по делу Д. В. Каракозова (1866) выказывал полную беспристрастность. 20 мая 1868 года получил чин действительного тайного советника 1-го класса, соответствовавший в военной службе чину генерал-фельдмаршала.
Князь Гагарин был автором идеи о трёхразрядной системе земских выборов, против которой многие возражали.
Умер незадолго до своего 83-летия и был похоронен в петербургском Новодевичьем монастыре. Взгляды его были строго консервативными, и характер был резкий, нелюдимый. «Князь Гагарин был человек очень умный, знаток в законах и судопроизводстве, бойкой, резкой, смелый и, по русским понятиям, честный, то есть деньгами не подкупный; но честолюбивый, угодник власти и готовый на всё из почести и возвышения» — отзывался о нём М. А. Дмитриев.

## Семья
П. П. Гагарин был женат на Марии Григорьевне Глазенап (1792— после 1849), дочери генерал-лейтенанта Г. И. Глазенапа, из прибалтийских дворян. По словам современника, внешне она была очень белокура, в обществе была известна щегольством и чопорностью, держалась всегда прямо и важно, нехотя отвечая да или нет, когда к ней обращались с вопросом; с мужем же обращалась как с лакеем, за что получила прозвище «княгиня Мегера». В петербургском дворце Гагариных на ул. Большая Морская, д. 45 сегодня размещается Дом композиторов. В браке имели детей:
- Павел (01.12.1809—1838), крестник князя А. П. Гагарина и графини П. Н. Гурьевой.
- Юрий (1811—1858), полковник, в 1847 году при штурме аула Салта лишился ноги. По отзыву современника, «отличался несомненным умом, но был зол и своенравен до бешенства. Ревность его, основанная на одном самолюбии, не имела пределов, ровно как и жестокое обращение с женой». Жена его Лидия Аркадьевна Рахманова (1818—1895), «чрезвычайно красивая, добрая была предметом уважения всей тифлисской молодежи и играла немаловажную роль в широкой, беззаботной жизни того времени»[7]. Их дети сын Павел (1837—1847) и дочь Лидия (1842—1904; фрейлина).
- Валериан (07.10.1812[8] — до 1872)
- Сергей (1818—1870), архангельский и саратовский губернатор
- Иродион (1820—22.11.1887[9]), душевнобольной, умер в Париже от паралича внутренностей, похоронен на  Монмартрском кладбище.
- Варвара (1822—13.03.1900), одна из первых московских красавиц, была замужем за Д. П. Солнцевым (1803—1875). Брак их не был счастливым, причиной разлада супругов была княгиня Гагарина, жившая с дочерью. Умерла в Париже.
- Михаил (1825—1826)
- Фёдор (1828—1829)

## Чины
- Действительный статский советник (07.04.1819)
- Тайный советник (23.08.1827)
- Действительный тайный советник (05.12.1843)
- Действительный тайный советник 1-го класса (20.05.1868)

## Награды
- Орден Святого Владимира 3-й степени (30.08.1821)
- Орден Святой Анны 1-й степени (12.12.1824)
- Орден Святого Владимира 2-й степени (16.04.1826)
- Знак отличия беспорочной службы за XV лет (22.08.1829)
- Императорская корона к ордену Святой Анны 1-й степени (21.04.1831)
- Знак отличия беспорочной службы за XX лет (22.08.1833)
- Знак отличия беспорочной службы за XXV лет (22.08.1834)
- Орден Белого орла (01.01.1836)
- Знак отличия беспорочной службы за XXX лет (22.08.1839)
- Орден Святого Александра Невского (30.12.1840)
- Знак отличия беспорочной службы за XXXV лет (22.08.1844)
- Бриллиантовые знаки к ордену Святого Александра Невского (13.01.1848)
- Знак отличия беспорочной службы за XL лет (22.08.1849)
- Табакерка, украшенная алмазами, с портретом императора Николая I (24.09.1849)
- Орден Святого Владимира 1-й степени (01.01.1851)
- Знак отличия беспорочной службы XLV лет (22.08.1854)
- Орден Святого апостола Андрея Первозванного (30.08.1857)
- Знак отличия беспорочной службы за L лет (22.08.1859)
- Бриллиантовые знаки к ордену Святого апостола Андрея Первозванного (01.01.1863)
- Портрет императора Александра II, украшенный алмазами, для ношения в петлице (01.01.1865)